# Rivière Taillon
Rivière Taillon är ett vattendrag i Kanada.   Det ligger i provinsen Québec, i den östra delen av landet, 500 km nordost om huvudstaden Ottawa.
Runt Rivière Taillon är det glesbefolkat, med 11 invånare per kvadratkilometer.